# فيينا الكبرى

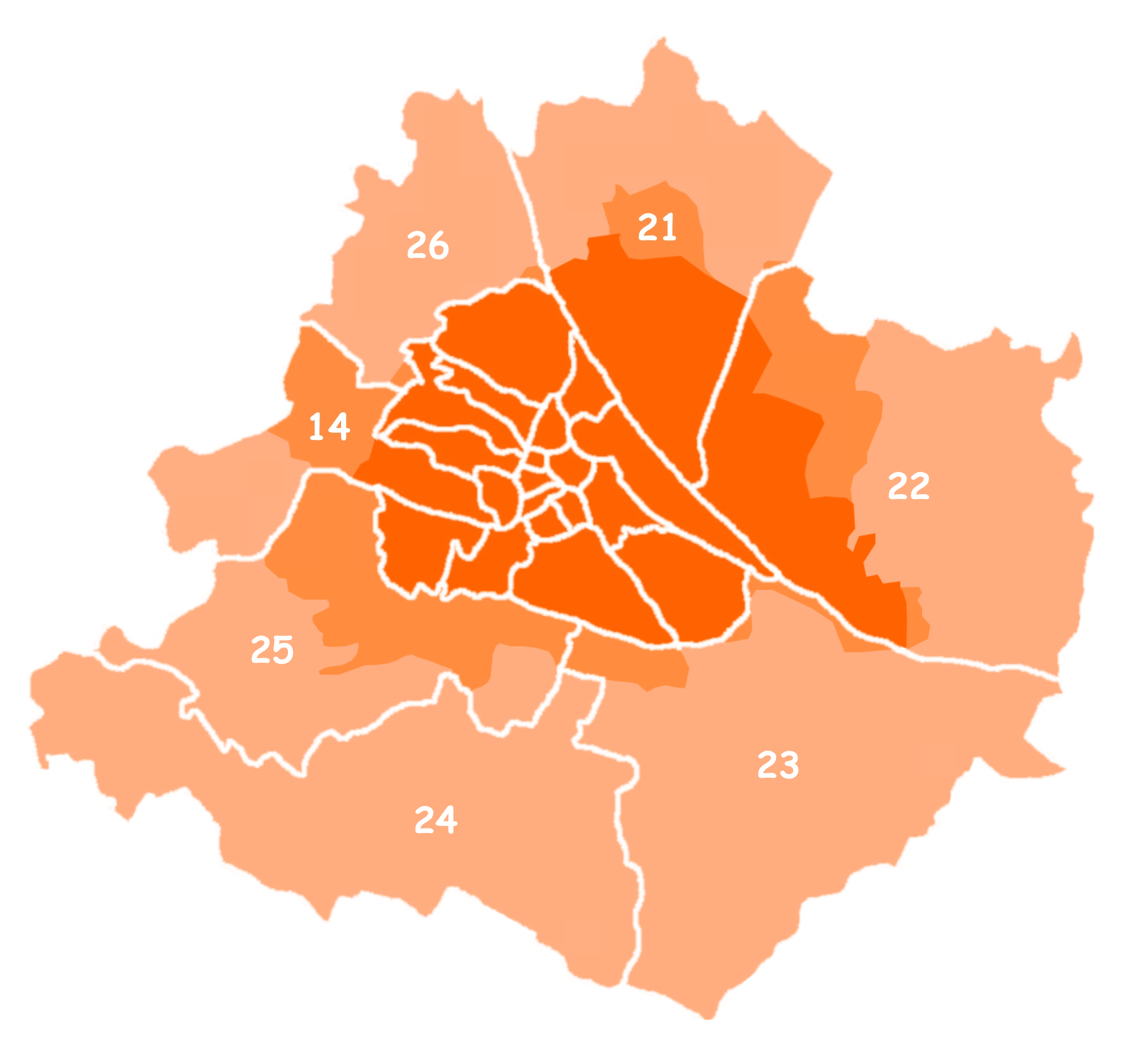
خريطة فيينا الكبرى خلال الحقبة النازية.

فيينا الكبرى (بالألمانية: Groß-Wien)‏ هو الاسم الذي أطلق على نسخة مكبرة من فيينا. كانت المحاولات الأولى لإنشاء فيينا الكبرى موجودة بالفعل في زمن ملكية هابسبورغ. [بحاجة لمصدر] بعد ضم النمسا إلى ألمانيا النازية عام 1938، تم توسيع فيينا إلى «أكبر مدينة للرايخ حسب المنطقة».
في الوقت الحاضر يستخدم مصطلح «فيينا الكبرى» بشكل رئيسي لتمييز فيينا، التي تم توسيعها خلال الحقبة النازية، عن المدينة الحالية. في عام 1954، خلال احتلال الحلفاء للنمسا تم إرجاع التمديدات في الغالب.